# Campionati europei di corsa campestre 2002
Il IX Campionato europeo di corsa campestre si è disputato a Medolino, in Croazia, l'8 dicembre 2002. Il titolo maschile è stato vinto da Serhiy Lebid mentre quello femminile da Helena Javornik.

## Risultati
I risultati del campionato sono stati:

### Individuale (uomini senior)
| Pos. | Atleta                 | Tempo (m's") |
| ---- | ---------------------- | ------------ |
|      | Serhiy Lebid           | 28'58"       |
|      | Mustapha Essaïd        | 29'03"       |
|      | Fabián Roncero         | 29'03"       |
| 4.   | Eduardo Henriques      | 29'05"       |
| 5.   | Helder Ornelas         | 29'08"       |
| 6.   | Juan Carlos de la Ossa | 29'10"       |
| 7.   | Enrique Molina         | 29'12"       |
| 8.   | Alistair Cragg         | 29'13"       |
| 9.   | Jevgeni Bozhko         | 29'18"       |
| 10.  | Günther Weidlinger     | 29'21"       |
| 11.  | Kamiel Maase           | 29'24"       |
| 12.  | Loic Letellier         | 29'29"       |

### Squadre (uomini senior)
| Pos. | Nazione                                                                          | Punti |
| ---- | -------------------------------------------------------------------------------- | ----- |
|      | Spagna Fabián Roncero Juan Carlos de la Ossa Enrique Molina José Manuel Martínez | 31    |
|      | Francia                                                                          | 43    |
|      | Portogallo                                                                       | 57    |
| 4.   | Gran Bretagna                                                                    | 93    |
| 5.   | Ucraina                                                                          | 99    |
| 6.   | Irlanda                                                                          | 103   |
| 7.   | Belgio                                                                           | 113   |
| 8.   | Italia                                                                           | 129   |

### Individuale (donne senior)
| Pos. | Atleta            | Tempo (m's") |
| ---- | ----------------- | ------------ |
|      | Helena Javornik   | 15'48"       |
|      | Galina Bogomolova | 15'49"       |
|      | Elvan Abeylegesse | 15'51"       |
| 4.   | Anikó Kálovics    | 15'52"       |
| 5.   | Hayley Tullett    | 15'55"       |
| 6.   | Sonja Stolić      | 15'55"       |
| 7.   | Hafida Gadi       | 15'56"       |
| 8.   | Simona Staicu     | 15'58"       |
| 9.   | Anita Weyermann   | 16'01"       |
| 10.  | Anastasiya Zubova | 16'03"       |
| 11.  | Inês Monteiro     | 16'05"       |
| 12.  | Analídia Torre    | 16'08"       |

### Squadre (donne senior)
| Pos. | Nazione                                                                 | Punti |
| ---- | ----------------------------------------------------------------------- | ----- |
|      | Russia Galina Bogomolova Anastasiya Zubova Liliya Volkova Olga Romanova | 48    |
|      | Portogallo                                                              | 54    |
|      | Gran Bretagna                                                           | 80    |
| 4.   | Francia                                                                 | 82    |
| 5.   | Spagna                                                                  | 116   |
| 6.   | Irlanda                                                                 | 133   |
| 7.   | Polonia                                                                 | 169   |
| 8.   | Italia                                                                  | 179   |

### Individuale (uomini junior)
| Pos. | Atleta             | Tempo (m's") |
| ---- | ------------------ | ------------ |
|      | Yevgeniy Rybakov   | 18'16"       |
|      | Anatoliy Rybakov   | 18'17"       |
|      | Halil Akkaş        | 18'23"       |
| 4.   | Pieter Desmet      | 18'35"       |
| 5.   | Stefano Scaini     | 18'36"       |
| 6.   | Abdel Mahmoudi     | 18'38"       |
| 7.   | Vladimir Ponomarev | 18'38"       |
| 8.   | Ian de Bondt       | 18'41"       |

### Squadre (uomini junior)
| Pos. | Nazione                                                                 | Punti |
| ---- | ----------------------------------------------------------------------- | ----- |
|      | Russia Yevgeniy Rybakov Anatoliy Rybakov Vladimir Ponomarev Akmal Ishov | 37    |
|      | Francia                                                                 | 57    |
|      | Italia                                                                  | 92    |
| 4.   | Romania                                                                 | 104   |
| 5.   | Turchia                                                                 | 105   |
| 6.   | Jugoslavia                                                              | 109   |
| 7.   | Spagna                                                                  | 111   |
| 8.   | Gran Bretagna                                                           | 119   |

### Individuale (donne junior)
| Pos. | Atleta          | Tempo (m's") |
| ---- | --------------- | ------------ |
|      | Charlotte Dale  | 12'26"       |
|      | Elina Lindgren  | 12'27"       |
|      | Galina Yegorova | 12'28"       |
| 4.   | Tatyana Petrova | 12'29"       |
| 5.   | Adrienne Herzog | 12'30"       |
| 6.   | Asly Cakyr      | 12'38"       |
| 7.   | Freya Murray    | 12'40"       |
| 8.   | Danielle Barnes | 12'40"       |

### Squadre (donne junior)
| Pos. | Nazione                                                                  | Punti |
| ---- | ------------------------------------------------------------------------ | ----- |
|      | Gran Bretagna Charlotte Dale Freya Murray Danielle Barnes Rachael Nathan | 27    |
|      | Russia                                                                   | 35    |
|      | Belgio                                                                   | 105   |
| 4.   | Paesi Bassi                                                              | 109   |
| 5.   | Turchia                                                                  | 117   |
| 6.   | Ucraina                                                                  | 131   |
| 7.   | Ungheria                                                                 | 138   |
| 8.   | Germania                                                                 | 144   |

## Medagliere
| Posizione | Paese         | Oro | Argento | Bronzo | Totale |
| --------- | ------------- | --- | ------- | ------ | ------ |
| 1         | Russia        | 3   | 3       | 1      | 7      |
| 2         | Gran Bretagna | 2   | 0       | 1      | 3      |
| 3         | Spagna        | 1   | 0       | 1      | 2      |
| 4         | Slovenia      | 1   | 0       | 0      | 1      |
| 4         | Ucraina       | 1   | 0       | 0      | 1      |
| 6         | Francia       | 0   | 3       | 0      | 3      |
| 7         | Portogallo    | 0   | 1       | 1      | 2      |
| 8         | Finlandia     | 0   | 1       | 0      | 1      |
| 9         | Turchia       | 0   | 0       | 2      | 2      |
| 10        | Belgio        | 0   | 0       | 1      | 1      |
| 10        | Italia        | 0   | 0       | 1      | 1      |
| Totale    | Totale        | 8   | 8       | 8      | 24     |